# El Deseo del Pueblo
El Deseo del Pueblo: periódico político, literario y comercial va ser un periòdic reusenc de tendència liberal que va sortir el 6 d'abril de 1856 i va desaparèixer el 5 d'agost d'aquell any.

## Història
Fundat pel polític reusenc Marià Pons i Espinós, un polític que volia aglutinar els liberals reusencs dotant-los d'un mitjà d'expressió, va tenir una vida molt curta, només de quatre mesos, perquè entre els membres del consell de redacció van sorgir desavinences per tenir opinions polítiques diferents, tot i que ideològicament defensava plantejaments liberals. Segons l'historiador reusenc Pere Anguera, un grup de joves milicians i regidors s'oposaven a tot el que feia l'alcalde Martell, «fins al punt de treure, el mes de març de 1856, per a atacar-lo, el periòdic El Deseo del Pueblo». L'edició d'aquest diari va cessar quan va pujar al poder la Unió Liberal. L'historiador Andreu de Bofarull diu que aquest periòdic era un enemic declarat de Martell i dels seus amics,i «la censura fue constante i tenaz, inventando hasta lo ridículo». Per defensar Martell van sortir diversos fulls volants i un opuscle signat per «Varios reusenses amantes de la justícia». De fet, el periòdic era una tribuna des d'on atacar l'ajuntament progressista, després de la desaparició de El Liberal reusense. La polèmica amb l'alcalde es va iniciar abans de la sortida del Deseo del Pueblo, ja que Marià Pons va publicar a El Eco de la Província de Tarragona un comunicat on acusava Martell de ser un mal demòcrata i un mal liberal, ja que l'havia insultat quan li va explicar que volia treure un nou periòdic. El Eco de la Província de Tarragona no va voler publicar la rèplica de Martell amb l'excusa de que era un atac personal a Marià Pons, però l'alcalde la va treure al carrer com un full solt.
L'editor responsable era Josep Generès, propietari de la impremta on sortia la publicació, i com a redactors hi constaven Marian Fonts Fortuny i Pere Gras, tots dos capitans de la Milícia Nacional de la ciutat.
En el número 65 del 31 de juliol de 1856, Josep Generés comunica que havent deixat el diari el seu director Marian Pons, ell també abandona la redacció del periòdic. Anuncia que a partir del dia 5 d'agost el diari deixarà de ser polític i continuarà com a publicació d'informació local. El dia 5 d'agost apareix una nota en què s'informa els lectors que aquest és l'últim número d'El Deseo del Pueblo, ja que consideren que una publicació no diària no pot inserir les disposicions urgents de l'autoritat local ni les notícies industrials i comercials que són d'utilitat a la gent. Acaben la nota dient: "Hemos determinado aplazar la publicación del periódico local para cuando funcione la línea férrea de Tarragona". Pere Anguera diu que el periòdic estava destinat a atacar únicament la política municipal i a l'alcalde Joan Martell. Al cessar aquest per la caiguda d'Espartero i ser nomenat Francesc Subirà nou alcalde el juliol de 1856, el diari es va fer inviable.

## Aspectes tècnics
Sortia quatre cops a la setmana: els dimarts, dijous, dissabtes i diumenges en format foli de quatre pàgines a dues columnes. S'imprimia a la Impremta de Josep Generès a càrrec de Joan Muñoa.
Oferia informació política local i estatal i es dedicava a la crítica municipal que tot sovint era contestada per fulls volants.

## Localització
- Col·lecció a la Biblioteca Central Xavier Amorós. Reus[7]